# Camilla Dalby
Pour les articles homonymes, voir Dalby.
Camilla Dalby, née le 15 mai 1988 à Randers, est une handballeuse internationale danoise évoluant au poste d'arrière droite.

## Biographie
En 2013, elle quitte Randers HKpour rejoindre le club monténégrin du ŽRK Budućnost Podgorica.
Après deux saisons au Monténégro, marquées notamment par une victoire en Ligue des champions, elle revient au Randers HK à l'été 2015.
Elle met fin à sa carrière à l'issue de la saison 2018-2019.

## Palmarès

### En club
compétitions internationales
- vainqueur de la Ligue des champions en 2015 (avec ŽRK Budućnost Podgorica)
- vainqueur de la Coupe de l'EHF en 2010 (avec Randers HK)

compétitions nationales
- championne du Monténégro en 2014 et 2015 (avec ŽRK Budućnost Podgorica)
- championne du Danemark en 2012 (avec Randers HK)
- vainqueur de la coupe du Danemark en 2017 (avec Randers HK)

### En sélection
championnat du monde
- troisième du championnat du monde 2013[5]

autres
- finaliste du championnat du monde junior en 2008[6]
- vainqueur du championnat d'Europe junior en 2007[7]

### Distinctions individuelles
- élue meilleure joueuse du championnat du Danemark en 2010[8]
- élue meilleure arrière droite du championnat du Danemark en 2011[9]
- meilleure marqueuse du championnat du monde junior en 2008[10]